# Elle Macpherson
Elle Macpherson (født Eleanor Nancy Gow, 29. marts 1964 i Cronulla, Sydney, New South Wales, Australien) er en australsk model, skuespiller, filantrop og erhvervskvinde. 

## Karriere
Hun er bedst kendt for sine fem optrædener på forsiden af Sports Illustrateds badetøjsnumre i 1980'erne og 1990'erne. Hun har grundlagt en række virksomheder, bl.a. Elle Macpherson Intimates, en lingeri-linje samt hudplejeserien The Body. Ifølge amerikanske Forbes har Elle Macpherson en formue på omkring 60 mio. amerikanske dollars.
Macpherson blev indskrevet på jurastudiet ved University of Sydney, men tog forinden til USA for at tilbringe et sabbatår med modelarbejde. Hun rejste til New York City, hvor hun skrev kontrakt med Click Model Management. Hendes karriere tog sin begyndelse i 1982, da hun medvirkede i en TV-reklame for Tab Cola.
Hurtigt kom hun på forsiden af magasiner som Time Magazine, Elle, GQ, Vogue og Playboy. I Elle var hun fast inventar i syv år i træk, og i denne periode giftede hun sig med bladets kreative direktør, Gilles Bensimon. Hun poserede derefter nøgen i Playboy, ligesom hun medvirkede i flere kalendre. Hun tilhørte sammen med Linda Evangelista, Christy Turlington, Naomi Campbell, Paulina Porizkova og Cindy Crawford den første generation af supermodeller. Macpherson fik yderligere eksponering, da hun kom på forsiden af Sports Illustrateds årlige badetøjsnummer og satte rekord ved at være på forsiden både i 1986, 1987, 1988, 1994 og 2006.
Senere debuterede hun på film med Sirens fra 1994. I 1999 medvirkede hun i TV-serien Venner som Joeys bofælle og kæreste. Senere medvirkede hun i filmene Batman & Robin, If Lucky Fell og A Girl Thing.